# کشتار دجیل
کشتار دجیل، کشتار جمعی غیرنظامیان شیعه توسط دولت بعث عراق در ۸ ژوئیه ۱۹۸۲ در دجیل عراق بود. این کشتار جمعی در تلافی یک سوءقصد قبلی نافرجام، توسط حزب الدعوه اسلامی علیه رئیس‌جمهور وقت عراق، صدام حسین انجام شد. شهر دجیل جمعیت زیادی از شیعیان داشت و در زمان وقوع این حادثه ۷۵۰۰۰ نفر در این شهر، ساکن بودند و یکی از پایگاه‌های معروف حزب الدعوه بود. این شهر با فاصله‌ای معادل ۵۳ کیلومتر (۳۳ مایل) از پایتخت، بغداد، در استان صلاح‌الدین با اکثریت سنی‌مذهب واقع است.
پس از این سوءقصد نافرجام، صدها مرد، زن و کودک بازداشت شدند و بیش از ۱۴۰ نفر از آن‌ها محکوم و اعدام شدند. از جمله ۴ نفر که به اشتباه، در جریان اعدام‌های دسته‌جمعی کشته شدند. صدها نفر دیگر به تبعید فرستاده شدند و خانه‌ها، مزارع و املاک آن‌ها ویران شد.
پس از دستگیری صدام و محاکمه او در طول جنگ عراق، صدام حسین در ۳۰ دسامبر ۲۰۰۶ به جرم جنایت علیه بشریت در ارتباط با مشارکت در کشتار دجیل، به دار آویخته شد. چهار نفر دیگر، از جمله برادر ناتنی او نیز به جرم جنایت علیه بشریت محکوم و اعدام شدند.

## زمینه
شهر دجیل با اکثریت جمعیت شیعه، دژ محکم حزب الدعوه اسلامی، حزب اسلامگرای تحت حمایت ایران و از سازمان‌های درگیر در شورش علیه رژیم بعثی صدام حسین در عراق در طول جنگ ایران و عراق بود. حزب الدعوه در سال ۱۹۸۰ توسط رژیم عراق ممنوع شد و اعضای آن توسط شورای فرماندهی انقلاب عراق و به‌طور غیابی به اعدام محکوم شدند.

## رویدادها
در ۸ ژوئیه ۱۹۸۲، صدام حسین از دجیل بازدید کرد تا در تجلیل از سربازان وظیفه محلی که در جنگ جاری علیه ایران خدمت کرده بودند، سخنرانی کند. صدام از چند خانه دیدن کرد و پس از پایان سخنرانی، خود را برای بازگشت به پایتخت، بغداد آماده کرد. در حالی که کاروان سواره او در جاده اصلی پیش می‌رفت، بیش از ۱۲ مرد مسلح، از پوشش باغ‌های خرما که در دو طرف جاده قرار داشت، برای آتش گشودن استفاده کردند و دو تن از محافظان او را پیش از فرار با پای پیاده کشتند. در درگیری چهار ساعتهٔ متعاقب آن، بیشتر مهاجمان، کشته و تعدادی نیز دستگیر شدند.

## اقدامات تلافی‌جویانه
صدام حسین شخصاً با دو نفر از مهاجمان دستگیر شده مصاحبه کرد. او به نیروهای امنیتی و نظامی ویژهٔ خود دستور داد تا همگی اعضای مظنون حزب الدعوه اسلامی را که در دجیل زندگی می‌کردند، همراه با خانواده‌هایشان دستگیر کنند. او سپس دستور داد که باغ‌های دو طرف جاده بلد به دجیل را با خاک یکسان کنند تا از تکرار کمین جلوگیری شود. در ۱۴ اکتبر ۱۹۸۲، شورای فرماندهی انقلاب عراق دستور داد زمین‌های کشاورزی کنار جاده‌ای به وزارت کشاورزی واگذار شود و به مالکان زمین‌ها خسارت داده شود.
تا اواخر دسامبر ۱۹۸۲، ۳۹۳ مرد بالای ۱۹ سال و همچنین ۳۹۴ زن و کودک از دجیل و شهر مجاور، بلد، دستگیر شدند. آن‌ها در زندان ابوغریب در نزدیکی بغداد، زندانی و تعداد نامعلومی از آن‌ها، شکنجه شدند. از ۱۳۸ تن از بازداشت‌شدگان مرد بالغ و ده نوجوانان، به تلاش برای ترور، اعتراف گرفته شد.
طی چند ماه، زندانیان باقی‌مانده به بازداشتگاه‌هایی در بیابان غربی عراق منتقل شدند. بیش از ۴۰ نفر از بازداشت‌شدگان در طول بازجویی یا در بازداشت جان باختند. یکی از ساکنان دجیل بعداً در محاکمه صدام در سال ۲۰۰۵ شهادت داد که در جریان انتقام‌جویی صدام، شاهد شکنجه‌ها و قتل‌هایی از جمله قتل هفت نفر از ده برادرش بوده است.
پس از نزدیک به دو سال بازداشت، حدود ۴۰۰ زندانی، عمدتاً اعضای خانوادهٔ ۱۴۸ نفری که به دست داشتن در سوءقصد اعتراف کرده بودند، به تبعید داخلی در بخشی دورافتاده از جنوب عراق فرستاده شدند. سایر بازداشت‌شدگان آزاد شدند و به دجیل بازگردانده شدند.

## محاکمه و اعدام مظنونان
پس از اعترافات ۱۴۸ مظنون در سال ۱۹۸۲، قوه قضائیه عراق، ادله و اعترافات گرفته‌شده را مورد بررسی قرار داد و در اواخر مه ۱۹۸۴، وقوع جرم خیانت به‌دلیل حمایت مسلحانه مظنونان از ایران در دوران جنگ را پذیرفت و به دادگاه انقلاب، اجازه داد تا پرونده تحقیقات و اعترافات را جهت صدور حکم، بررسی کند.
در ۱۴ ژوئن ۱۹۸۴، دادگاه، حکم اعدام مظنونان را صادر کرد. در ۲۳ ژوئیه ۱۹۸۴، صدام با امضای اسناد دادگاه، مجوز اعدام محکومان را صادر کرد و دستور تخریب خانه‌ها، ساختمان‌ها، نخل‌ها و باغ‌های میوهٔ محکومان را صادر کرد.
در ۲۳ مارس ۱۹۸۵، ۹۶ نفر از ۱۰۵ محکومی که هنوز زنده بودند، اعدام شدند. دو نفر از محکومان به‌طور تصادفی آزاد شدند و نفر سوم، به اشتباه به زندان دیگری منتقل شد و زنده ماند. ۹۶ نفر شامل چهار عضو خانواده عبدالامیر که قبلاً بی‌گناه شناخته شده و دستور آزادی آن‌ها صادر شده بود، به اشتباه اعدام شدند. پس از بررسی‌های مجدد، به صدام پیشنهاد شد که کشته‌شدگان خانوادهٔ عبدالامیر، «شهید» اعلام شده و اموال مصادره‌شده، به بستگان آن‌ها بازگردانده شود. صدام با این پیشنهاد، موافقت کرد و دستور پیگرد قانونی افسر مسئول را صادر کرد. آن افسر به سه سال حبس محکوم شد.
در ابتدا گفته می‌شد که ده کودک بین ۱۱ تا ۱۷ سال در میان ۹۶ اعدام‌شده بودند، اما آن‌ها در واقع به زندانی خارج از شهر سماوه منتقل شده بودند. در سال ۱۹۸۹، تمامی آن ده نوجوان که همگی بالغ شده بودند، به دستور استخبارات عراق، به‌طور مخفیانه اعدام شدند.

## پس از سقوط صدام
اعدام‌های دجیل، اتهام اصلی بود که صدام به خاطر آن در ۳۰ دسامبر ۲۰۰۶ به دار آویخته شد. در ساعت ۱ بامداد ۱۳ دسامبر ۲۰۰۶، برزان تکریتی، برادر ناتنی صدام و رئیس سابق استخبارات عراق، و عواد البندر، رئیس سابق دادگاه انقلاب عراق، از سلول‌های خود خارج و توسط محافظان آمریکایی به آن‌ها گفته شد که باید در سحرگاه، همراه با صدام، اعدام شوند. ۹ ساعت بعد، آن‌ها به سلول‌های خود بازگردانده شدند، زیرا مقامات عراقی تصمیم گرفته بودند صدام را به‌تنهایی اعدام کنند. این دو نفر، بعداً در ۱۵ ژانویه ۲۰۰۷ به‌جرم «کمک و مشارکت» در جنایت علیه بشریت به‌دلیل اعلام نام اعضای مظنون حزب الدعوه (که به دستگیری و اعدام آن‌ها منجر شد) به دار آویخته شدند.
برزان تکریتی به دلیل اندازه‌گیری اشتباه طناب دار، هنگام به‌دارآویخته شدن، سرش از تن جدا شد. در ۲۵ ژانویه ۲۰۱۰، پسرعموی اول صدام، علی حسن المجید، به دار آویخته شد.
طاها یاسین رمضان، معاون سابق صدام که به‌عنوان فرمانده ارتش ملی عراق، مسئولیت فرماندهی این کشتار را بر عهده داشت، در ابتدا به حبس ابد محکوم شد اما وی نیز به‌دلیل دستگیری اعضای حزب الدعوه و تخریب باغات، به جرم «کمک و مشارکت» در جنایت علیه بشریت، در ۲۰ مارس ۲۰۰۷ به‌دار آویخته شد.
اتهامات علیه صدام شامل تخریب ۲۵۰٬۰۰۰ جریب فرنگی (۱۰۰٬۰۰۰ هکتار) زمین زراعی در دجیل بود. با این‌حال، منبع این رقم، یک ادعای بدون منبع بود که در مقاله‌ای در سال ۲۰۰۵ در نیویورک تایمز منتشر شده بود. مساحت مورد ادعا، بزرگ‌تر از کل زمین‌های کشاورزی اطراف دجیل بود و زمین‌های کمتر از ۲ درصد از جمعیت شهر، مصادره یا تخریب شده بودند. گزارش‌های قبلی رسانه‌ها از «هزاران» تا «ده‌ها هزار» هکتار را شامل می‌شد که شامل زمین‌های مصادره‌شده از محکومان و همچنین زمین‌های پاک‌سازی شده برای حذف مکان‌های دارای پوشش، در امتداد جاده بلد به بغداد بود که مالکان آن‌ها خسارت خود را دریافت کرده بودند. هیچ گزارشی مبنی بر این‌که واقعاً چند هکتار زمین کشاورزی در این واقعه تخریب شده وجود ندارد. دو تن از چهار تن از مقامات حزب بعث که به‌دلیل این کشتار، اعدام شدند در دجیل زندگی می‌کردند و زمین‌های کشاورزی کنار جاده‌ای که با خاک یکسان شد، شامل زمین‌هایی بود که به آن دو نفر نیز تعلق داشتند.